# 阿劳特拉湖
阿劳特拉湖（法語：Lac Alaotra）是马达加斯加最大的湖泊。位于图阿马西纳省，在中央高原的北部。湖所在的洼地由数个较浅的淡水湖组成，是全岛最重要的稻米生产地的中心。 该湖是一个重要的野生动物栖息地，包括数种极其稀有的物种，也是渔业基地。湖区及湿地覆盖7223平方公里，湖面面积900平方公里。2003年2月2日，国际湿地公约宣布阿劳特拉湖为世界重要湿地。
阿劳特拉湖的生态问题十分严重，非洲大陆来的物种入侵，人类过度开垦等都威胁着当地的生态。2010年，阿劳特拉鷿鷈灭绝。其他多种物种也濒临灭绝。
Ambato河流经该湖，并在381公里外流入印度洋。